# Jacira Sampaio
Jacira de Almeida Sampaio (Santa Cruz do Rio Pardo, 28 de agosto de 1922 — São Paulo, 29 de setembro de 1998) foi uma atriz brasileira.
Participou de vinte telenovelas e tornou-se nacionalmente conhecida com a personagem Tia Nastácia do programa infantil O Sítio do Pica-Pau Amarelo da Rede Globo (1977 a 1985), adaptado da obra de Monteiro Lobato. Jacira deu aulas de teatro no Rio de Janeiro em 1980, e com os alunos, montou a peça "O Pequeno Reformador".
Jacira se destacou também no teatro em peças como: "Quarto de Empregada" (1959) de Roberto Freire, "As Feiticeiras de Salém" (1960) com Glória Menezes, "O Pagador de Promessas" (1961) com Stênio Garcia, "O Círculo do Champagne" (1964), "Castro Alves Pede Passagem" (1971) de Gianfrancesco Guarnieri, "Sitio do Picapau Amarelo" (1994) com Suzana Abranches, entre várias outras.
Morreu em 29 de setembro de 1998, vítima de um ataque do coração. Seu corpo foi sepultado no Cemitério Jardim da Colina, em São Bernardo do Campo.

## Carreira

### Televisão
| Ano  | Título                       | Personagem      | Notas                                 |
| ---- | ---------------------------- | --------------- | ------------------------------------- |
| 1994 | Você Decide                  | Anastácia       | Episódio: "Amor e Morte"              |
| 1993 | Sonho Meu                    | Dona da Pensão  | Participação especial                 |
| 1992 | Despedida de Solteiro        | Elza            |                                       |
| 1992 | As Noivas de Copacabana      | Irmã Gertrudes  | Participação especial                 |
| 1989 | Pacto de Sangue              | Edith           |                                       |
| 1987 | Bambolê                      | Bá              |                                       |
| 1986 | Sinhá Moça                   | Ruth            |                                       |
| 1977 | Sítio do Picapau Amarelo     | Tia Nastácia    | 1977-1986                             |
| 1975 | Meu Rico Português           | Luzia           |                                       |
| 1973 | As Divinas... e Maravilhosas | Mainha          |                                       |
| 1972 | Camomila e Bem-me-quer       | Judite          |                                       |
| 1972 | Signo da Esperança           | Suzana          |                                       |
| 1971 | Nossa Filha Gabriela         | Ceição          |                                       |
| 1970 | O Meu Pé de Laranja Lima     | Eugênia         |                                       |
| 1969 | Dez Vidas                    | Nanica          |                                       |
| 1969 | Vidas em Conflito            | Maria das Dores |                                       |
| 1968 | A Muralha                    |                 |                                       |
| 1966 | Redenção                     |                 |                                       |
| 1966 | As Minas de Prata            |                 |                                       |
| 1966 | Almas de Pedra               | Mucama          |                                       |
| 1965 | Os Quatro Filhos             | Maria           |                                       |
| 1964 | A Outra Face de Anita        |                 |                                       |
| 1960 | Imitação da Vida             |                 |                                       |
| 1960 | TV de Comédia                |                 | Episódio: "Padre eu não me caso mais" |
| 1960 | A Turma do Sete              | Dona Rosa       |                                       |

### Cinema
| Ano  | Título                     | Personagem |
| ---- | -------------------------- | ---------- |
| 1977 | Que Estranha Forma de Amar | Raimunda   |
| 1973 | Compasso de Espera         |            |
| 1961 | A Primeira Missa           |            |
| 1960 | Zé do Periquito            | Noiva      |
| 1959 | O Preço da Vitória         |            |

## Teatro
| Ano  | Título                                                               |
| ---- | -------------------------------------------------------------------- |
| 1959 | Quarto de Empregada, de Roberto Freire                               |
| 1960 | As Feiticeiras de Salem, Direção de Antunes Filho com Gloria Menezes |
| 1960 | Virtude e Circunstância, Com Cacilda Becker                          |
| 1961 | O Pagador de Promessas, Direção de Flavio Rangel, com Leonardo Vilar |
| 1962 | O Sol Tornará a Brilhar, com Aurea Campos                            |
| 1964 | O Círculo do Champagne, com Silvio de Abreu                          |
| 1965 | Vamos Brincar de Amor em Cabo Frio, com Dulcina de Moraes            |
| 1971 | Castro Alves Pede Passagem, de Gianfrancesco Guarnieri               |
| 1988 | Um Piano à Luz da Lua, com Nívea Maria e Othon Bastos                |
| 1994 | Sitio do Picapau Amarelo, com Suzana Abranches                       |